# Yūsuke Tasaka
Yūsuke Tasaka (田坂 祐介?, Tasaka Yūsuke; Hiroshima, 8 luglio 1985) è un ex calciatore giapponese, di ruolo centrocampista.

## Carriera
Tasaka ha iniziato la sua carriera nella sua città natale Sanfrecce Hiroshima. Era un leader nella sua accademia e ha vinto la J-League Youth Cup 2003 al fianco di Yōjirō Takahagi e Issei Takayanagi. Dopo il diploma di scuola superiore, Tasaka ha ricevuto un'offerta dalla prima squadra, ma ha deciso di continuare i suoi studi e giocare a calcio presso l'Aoyama Gakuin University.
Dopo la laurea all'università, Tasaka si unisce al Kawasaki Frontale nel 2007 ed eredita la maglia numero 6. Ha fatto il suo debutto nella J-League in una sconfitta per 4-0 contro il Kashiwa Reysol il 23 settembre 2007.
Tasaka ha lasciato Kawasaki, firmando per il Bochum il 24 luglio 2012. Ha fatto il suo debutto col Bochum contro la Dinamo Dresda in 2.Bundesliga il 12 agosto del 2012.

## Statistiche
| Squadra           | Stagione        | Campionato | Campionato | Coppa1   | Coppa1 | J. League Cup2 | J. League Cup2 | AFC Champions League3 | AFC Champions League3 | Totale   | Totale |
| Squadra           | Stagione        | Presenze   | Gol        | Presenze | Gol    | Presenze       | Gol            | Presenze              | Gol                   | Presenze | Gol    |
| ----------------- | --------------- | ---------- | ---------- | -------- | ------ | -------------- | -------------- | --------------------- | --------------------- | -------- | ------ |
| Kawasaki Frontale | 2007            | 1          | 0          | 0        | 0      | 0              | 0              | 0                     | 0                     | 1        | 0      |
| Kawasaki Frontale | 2008            | 12         | 1          | 1        | 0      | 3              | 0              | —                     | —                     | 16       | 1      |
| Kawasaki Frontale | 2009            | 24         | 2          | 3        | 0      | 3              | 0              | 3                     | 0                     | 33       | 2      |
| Kawasaki Frontale | 2010            | 27         | 3          | 1        | 0      | 4              | 1              | 6                     | 1                     | 38       | 5      |
| Kawasaki Frontale | 2011            | 25         | 2          | 3        | 2      | 4              | 1              | —                     | —                     | 32       | 5      |
| Kawasaki Frontale | 2012            | 16         | 3          | 0        | 0      | 6              | 1              | —                     | —                     | 22       | 4      |
| Kawasaki Frontale | Totale          | 105        | 11         | 8        | 2      | 20             | 3              | 9                     | 1                     | 142      | 17     |
| Bochum            | 2012–13         | 28         | 3          | 2        | 0      | —              | —              | —                     | —                     | 30       | 3      |
| Bochum            | 2013–14         | 31         | 3          | 2        | 0      | —              | —              | —                     | —                     | 33       | 3      |
| Bochum            | 2014–15         | 5          | 2          | 1        | 0      | —              | —              | —                     | —                     | 6        | 2      |
| Bochum            | Totale          | 64         | 8          | 5        | 0      | 0              | 0              | 0                     | 0                     | 69       | 8      |
| Totale carriera   | Totale carriera | 169        | 19         | 13       | 2      | 20             | 3              | 9                     | 1                     | 211      | 25     |

1Include Emperor's Cup e DFB-Pokal.
2Include J. League Cup.
3Include AFC Champions League.

## Palmarès

### Club

#### Competizioni nazionali
- J1 League: 2

Kawasaki Frontale: 2017, 2018